# Ак-тепе
Ак-тепе (туркм. Ak depe от туркм. ak — белый и туркм. depe — бугор, холм) — поселение энеолита и ранней бронзы в южной Туркмении, одновременное с культурой Анау I-B — III-C  (конец 5 — вторая половина 3-го тыс. до н. э.), в 3,6 километрах к юго-западу от Ашхабада, у подножия Копетдага, на правом берегу Ашхабадки.  Холм (телль) образовался на ровном месте в результате накопления культурных слоёв. В основном холм состоит из развалин глинобитных домов. Когда такой дом разрушался, на его остатках воздвигался другой такой же; холм тем самым рос. Ак-тепе было последовательно родовой деревней, селищем большой семейной общины, усадьбой малой семьи. Построенное из прямоугольного сырцового кирпича, с лощёной алебастровой штукатуркой стен и пола, жилище последнего периода имело четыре жилые комнаты, хозяйственные помещения, кухню, купальню, домашнее святилище и другие помещения. Обитатели занимались земледелием (зерновые и чечевица), виноградарством и скотоводством, пользовались бронзовыми орудиями, изделиями из алебастра и керамикой ремесленного производства. Ак-тепе хронологически и по уровню хозяйства связан с Анау II, но существенно от него отличается по формам и узорам керамики, несмотря на территориальную близость. Это может говорить о резкой разобщённости смежных племён. Глинобитные дома в Ак-тепе делились, судя по размещению находок, на женские и мужские половины. В первых хозяйственных остатков было много, и керамика преобладала расписная, во-вторых — лишённая росписей. Такая керамика в одновременных могильниках Ирана встречается в мужских могилах. Некоторые вещи происходят из северо-восточного Ирана, типа Шахтепе II и Тепе-Гиссар III.
Ак-тепе открыли в 1926 году ашхабадские краеведы П. В. Арбеков, Никифоров и Рундау. В 1927 году под руководством сотрудника Ашхабадского музея Владимира Дмитриевича Городецкого (1878—1943) они провели пробные раскопки. Была заложена небольшая выработка в северной части плоской вершины и два шурфа на северо-западном склоне. Было обнаружено большое количество обгоревшего зерна, поэтому телль был назван Ак-тепе (от туркм. ak — хлебные злаки). Самобытный культурный облик Ак-тепе заполнил стратиграфический разрыв между северным и южным холмами Анау. В июне 1927 году Ак-тепе посещают научные профессора Среднеазиатского университета Александр Семёнов и Александр Шмидт. В 1928 году представители Государственной академии истории материальной культуры (ГАИМК) Михаил Воеводский и Михаил Грязнов собрали подъемную керамику. В 1929 году Дмитрий Букинич высказался за проведение раскопок Ак-тепе наряду с Анау и Намазга-Тепе. В 1920-х годы Ак-тепе посетил шведский археолог Туре Арне.
В 1930—1931 гг. и 1955—1957 гг. раскапывался Александром Марущенко (1904—1976). Раскопано два верхних слоя и сделан шурф до материкового основания. Ак-тепе возникло во второй половине 5-го тысячелетия до н. э. (Намазга I). Эпоха была заметно влажнее современной, а район памятника подвержен действию селевых потоков. Уровень местности повысился за счет пролювиальных отложений на 3 метра за период от IV тыс. до н. э. (Намазга I) до античности и от античности до наших дней на 0,3 метра. Первоначальное поселение (Намазга I) в значительной мере погребено верхним материком. Был получен керамический комплекс времени Намазга IV. Подтвердился самобытный культурный облик Ак-тепе, где чёрноглиняная керамика (точнее, сероглиняная с чёрным ангобом) преобладает над расписной. Поселение стало исходным для характеристики ранней бронзы Центрального Прикопетдага. «Актепинское время» стало синонимом периода ранней бронзы для памятников в районе Ашхабада. В 1950 году краевед С. А. Ершов провёл сбор керамики. В 1952 году Ак-тепе посетил профессор Борис Куфтин.
При раскопках 1930—1931 гг. обнаружены признаки Ак-тепинского землетрясения, которое произошло около 2 тыс. лет до н. э. Расчёт изосейст землетрясения показал силу сотрясения 9 баллов.
Памятник разрушается местными жителями. По состоянию на 2006 год утрачена половина существовавшего прежде холма времени ранней бронзы.